# The Kominsky Method
The Kominsky Method este un serial de televiziune de comedie american, creat de Chuck Lorre, care a avut premiera pe 16 noiembrie 2018 pe Netflix. În rolurile principale joacă Michael Douglas, Alan Arkin, Sarah Baker și Nancy Travis. Povestea este cea a unui profesor de actorie în vârstă, care cu ani în urmă a avut un scurt moment de succes ca actor. Pe 17 ianuarie 2019, a fost anunțat că serialul a fost reînnoit pentru un al doilea sezon, care a avut premiera pe 25 octombrie 2019. 

## Distribuție și personaje

### Actori principali
- Michael Douglas în rolul lui Sandy Kominsky, un actor de succes, care lucrează acum ca profesor de actorie respectat la Hollywood.
- Alan Arkin ca Norman Newlander, agentul și prietenul lui Sandy.
- Sarah Baker în rolul lui Mindy, fiica lui Sandy care conduce studioul de actorie cu acesta.
- Nancy Travis în rolul lui Lisa, o femeie recent divorțată care decide să ia lecții de actorie de la Sandy.

### Actori recurenți
- Melissa Tang ca Margaret, studentă la clasa de actorie a lui Kominsky
- Jenna Lyng Adams ca Darshani, studentă la clasa de actorie a lui Kominsky
- Graham Rogers în rolul lui Jude, student la clasa de actorie a lui Kominsky
- Casey Brown ca Lane, studentă la clasa de actorie a lui Kominsky
- Ashleigh LaThrop ca Breana, studentă la clasa de actorie a lui Kominsky
- Emily Osment ca Theresa, studentă la clasa de actorie a lui Kominsky
- Susan Sullivan ca Eileen, soția lui Norman, căsătoriți de 46 de ani
- Lisa Edelstein ca Phoebe, fiica înstrăinată a lui Norman, care se luptă cu dependența de pastile
- Ramon Hilario ca Alex chelnerul
- Cedric Begley ca Mathew, fiul lui Lisa (primul sezon)
- Danny DeVito ca Dr. Wexler, un urolog care îl consultă pe Sandy cu privire la urinarea sa frecventă (primul sezon)
- Anoush NeVart ca Rosamie, menajera lui Norman (primul sezon)
- Ann-Margret ca Diane, prietena lui Norman (primul sezon)
- Jane Seymour ca Madelyn, interes amoros reînnoit din trecutul lui Norman (sezonul al doilea)
- Paul Reiser ca Martin Schneider, iubitul lui Mindy (sezonul al doilea)

### Actori invitați
- Becky O'Donohue
- Jay Leno ca el însuși
- Patti LaBelle ca ea însăși
- Jason Kravits ca Woody Littlehales
- Corbin Bernsen ca el însuși
- George Wyner ca Rabinul
- Elizabeth Sung ca Mrs. Liu
- Rex Linn ca Ed
- Elliott Gould ca el însuși
- Lauren Weedman ca Director
- Jocelyn Towne ca Jeanine
- Azie Tesfai ca Lynda
- Eddie Money ca el însuși
- Jen Drohan ca Recepționeră
- Bob Odenkirk ca Dr Shenckman
- Matt Knudsen ca Tata
- Jeffrey D. Sams ca Arthur
- Willam Belli ca Cherry
- Lainie Kazan ca bunica lui Norman
- Kathleen Turner ca Ruth, fosta soție a lui Sandy
- Haley Joel Osment ca Robby, fiul lui Phoebe
- Alison Janney ca ea însăși

## Producție

### Dezvoltare
Pe 14 august 2017, a fost anunțat că Netflix finalizează comanda unui serial de un sezon format din zece episoade. Serialul a fost scris de Chuck Lorre, Al Higgins și David Javerbaum. Lorre a regizat primul episod și a fost producător executiv alături de Michael Douglas. Companiile de producție implicate în serial au fost stabilite ca fiind Warner Bros.Televiziune și Chuck Lorre Productions. Pe 29 iulie 2018, în cadrul turneului anual de presă de vară al Television Critics Association a fost anunțat că serialul urmeaz ă să aibă premiera pe 16 noiembrie 2018. Pe 17 ianuarie 2019, a fost anunțat că serialul a fost reînnoit pentru un al doilea sezon format din opt episoade. Al doilea sezon a fost lansat pe 25 octombrie 2019. 

### Distribuție
Alături de anunțul serialului, s-a confirmat că Michael Douglas și Alan Arkin au fost distribuiți în rolurile principale ca Sandy Kominsky și Norman. În ianuarie 2018, a fost anunțat că Nancy Travis și Sarah Baker au fost distribuite în roluri principale și că Susan Sullivan, Emily Osment, Graham Rogers, Ashleigh LaThrop, Jenna Lyng Adams, Melissa Tang, Casey Brown și Lisa Edelstein vor apărea ca personaje recurente  . 
Pe 7 februarie 2019, a fost anunțat că Jane Seymour, Jacqueline Bisset și Paul Reiser au fost primit roluri recurente pentru al doilea sezon. 